# 楊慶豪
楊慶豪（よう けいご、9月13日 - ）は、日本の作曲家、編曲家、キーボーディスト、ピアニスト、シンセサイザー奏者。マレーシア出身。ハイキックエンタテインメント所属。血液型はO型。

## 提供楽曲
- 辻詩音
  - 名前もしらない君に（編曲）
  - レインソング -Pianission-（編曲・ピアノ）
  - POSE（編曲）
  - おばけは怖くない（編曲）
  - タイムマシンにのって（編曲）
  - Swim 〜Oh!Oh!Oh!〜（編曲）
  - 王冠（編曲）
  - Thunder（編曲）
  - YEAH LAND（編曲）
  - 深海（編曲）
  - 王国 -Welcome to my world-（編曲）
- つるの剛士
  - Graduation（編曲）
  - 心の瞳（編曲）
- ノワール(CV.今井麻美)×ユニ(CV.喜多村英梨)
  - Mission! -cool lady's will-（編曲）
  - Yell! -little girl's secret-（編曲）
- bump.y
  - ガラゲッチャ〜GOTTA GETCHA（共編曲）
  - サンデー（編曲）
- AKB48
  - ファースト・ラビット（作曲・編曲）
  - わたし リーフ（編曲）
  - 春の光 近づいた夏（編曲）
  - 摩天楼の距離（編曲）
  - ホワイトデーには…（編曲）
- SKE48 Team KⅡ
  - サヨナラ 昨日の自分（編曲）
- NMB48
  - 100年先でも（編曲）
- 中島美嘉
  - BE REAL（作曲）
- アイドリング!!!
  - さくらサンキュー（編曲）
- 後ろから這いよりT (珠緒)
  - 応援させてね × Clumsy Heart（作曲・編曲）
- 後ろから這いより隊G
  - Blast of Fate 〜疾風の行方〜（作曲）
- ドリフトエンジェルス
  - make own（編曲）
  - Brandnew world（編曲）
  - My generation（編曲）
- 超特急
  - Make it hot!（作曲・編曲）
  - Kiss Me Baby（編曲）
  - Secret Express（編曲）
- つりビット
  - スタートダッシュ!（作曲・編曲）
  - はじめのキモチ（作曲・編曲）
  - WATER DRIVE（編曲）
  - 裸足のマーメイド（作曲・編曲）
  - おさかな形キャンディー（作曲・編曲）
  - A Color Summer!!（作曲・編曲）
- LIFriends
  - 愛して止まないロックンロール（共編曲）
- B1A4
  - Beautiful Target -like it MIX-（編曲）
- 星野奏子
  - 変えるカエル店長（編曲）
  - LOVE MAGIC（編曲）
  - 蛍火（編曲）
  - MAX LOVE（編曲）
  - Moon-drop（編曲）
  - 蒼の太陽 〜その先にある未来〜 (Vision of the Future Ver)（編曲）
  - DROP (Sparkling Star Ver)（編曲）
  - 人魚 (DeepSeaVer)（編曲）
  - 未来のプリズム (Pre-Rhythm in the break ver)（編曲）
  - マドンナレディ（編曲）
  - COLORS（編曲）
  - 夢の降る街（編曲）
- 平原綾香
  - あいのうた（作曲）
- 小松未可子
  - 虹の約束（編曲）
  - 天使がいない日（作曲・編曲）
- かと*ふく
  - My Friend（編曲）
  - 青（編曲）
- T-ARA
  - LA'booN（編曲）
  - MUSICA MUSICA（編曲）
  - Beautiful Sniper（編曲）
- モラル (CV.小野友樹)
  - INNOCENT WORLD（作曲・編曲）
- 白 (CV.茅野愛衣) / ステファニー・ドーラ (CV.日笠陽子) / ジブリール (CV.田村ゆかり)
  - Bias Hacker（作曲・編曲）
- ジブリール (CV.田村ゆかり)
  - Yes, my master my lord（編曲）
- KENN
  - グノーシスの断罪（編曲）
- すイエんサーガールズ
  - アンブレラシュークリーム（編曲）
- 「ハテナソウダメガネ」（編曲）
- 名古屋おもてなし武将隊
  - 不離威騎!（編曲）
- ℃-ute
  - I miss you（編曲・プログラミング）
- JUJU
  - 始まりはいつも突然に（作曲）
- ユリエ＝シグトゥーナ (CV.山本希望)×リーリス=ブリストル (CV.山崎はるか)
  - アップルティーの味（作曲・編曲）
- 「ハートプラクティス」（作曲・編曲）
- 山猿
  - Maji SK（共作曲・編曲・プログラミング）
  - 夏の日（共作曲・編曲・プログラミング）
  - 無口な明日を嫌わないで（共作曲・編曲・プログラミング）
- 恵比寿マスカッツ
  - バイバイダーリン（作曲・編曲）
  - ビビる-Bodyで-Boo（作曲）
- PrizmaX
  - Woh!（共作曲・編曲）
  - Memory（共作曲・編曲）
- Kiss Bee
  - &PEACH（作曲）
- SUPER★DRAGON
  - Summer Breeze（共作曲・共編曲）
  - Song For You（編曲）
  - ゲラゲラ（共作曲）
- ましのみ
  - 海水掛け合いっこ（編曲）
- Hi!Superb
  - Happy Life Spectacle（編曲）
- ちく☆たむ
  - カボチャデッカイノイッパイワッテ（共編曲）
- 原因は自分にある。
  - ラベンダー（編曲）
  - Up and Down（編曲）
- リョウ・サカザキ (CV.木村昴) / ロバート・ガルシア (CV.岡本和浩) / 包 (CV.堀江瞬)
  - 不撓不屈（編曲）
- 渡り廊下走り隊
  - 冒険エトセトラ（作曲）
- Idol School
  - Your Chapter（編曲）
  - 我知道这张脸（編曲）
  - 狼毒花（編曲）
  - 千秋（編曲）
  - 星吻（編曲）
  - 小伙伴（作曲・編曲）
  - 燃烧吧（作曲・編曲）
  - 冲过（作曲・編曲）
  - 礼物（作曲・編曲）
  - 要你管（作曲・編曲）
  - 公主和魔王（作曲・編曲）
- KAGAJO☆4S
  - およげ! しらすちゃん（編曲）
  - 毎日がクリスマス（編曲）
- sherry
  - Post Post（作曲・編曲）
- ダイアナ・ガーネット
  - DEPARTURES（編曲）
- タダシンヤ
  - アイタクナッタ（編曲）
  - Cruise（編曲）
  - Yesterday（編曲）
  - 真空メトロ（編曲）
  - ダレカガダレカニ（編曲）
  - Tokyo Calling（編曲）
  - Tokyo Signal（編曲）
  - タイヨウジャンクション（編曲）
  - サヨナラ花火（編曲）
  - ドレスコード（編曲）
  - Game（編曲）
  - 春の味方（編曲）
  - Distance（編曲）
  - 昨日アドレス（編曲）
  - story（編曲）
- D-51
  - Lady Don't Cry（編曲）
  - Perfect World（編曲）
  - Dear…（編曲）
  - Step & Go（編曲）
  - fall in love（編曲）
- 7cm
  - Fairy Tale（作曲・編曲）
- 風男塾
  - カラフルプランタン（作曲・編曲）
- 369
  - 暁（編曲）
- 吉田山田
  - Wonder（共編曲）
- 吉木りさ
  - もっともっとくじらっきー（編曲）
- Lil'B
  - Yesterday（編曲）

## レコーディング参加
工藤真由
- 「My sweet days」（ピアノ）

しゅごキャラエッグ!
- 「わたしのたまご」（ピアノ）

bump.y
- 「ともだち」（ピアノ）

Buono!
- 「ワープ!」（ピアノ）
- 「Early Bird」（ピアノ）

星野奏子
- 「never...」（ピアノ）
- 「たからもの (Star Party Ver)」（シンセサイザー）

渡り廊下走り隊7
- 「初恋ダッシュ」（ピアノ）
- 「完璧ぐ〜のね」（ピアノ）
- 「手のひら」（ピアノ）
- 「猫だまし」（ピアノ）

## ライブサポート
- タダシンヤ
- 辻詩音